# Grocs Estudi Creatiu
Grocs Estudi Creatiu és una empresa de disseny catalana creada a Vic el 2008.
L'estudi va néixer a Vic el 2008, de la mà de Laura Malagarriga i Marc Puigbò, dos dissenyadors industrials titulats a l'Escola Superior de Disseny de Sabadell, on es van conèixer. La seva seu és l'espai de cotreball VIT de la mateixa ciutat. Estan especialitzat en el disseny de producte, mobiliari urbà i d'interior, il·lluminació i embalatge, a més de projectes gràfics. El 2011 va ser un dels seleccionats a la 50a edició dels Premis Delta de disseny, on van presentar una reinterpretació del banc Aero dels dissenyadors Lievore Altherr Molina, així com el 2012 amb Romeo + Juliet, una cadira que en poden esdevenir dues. El 2017 va guanyar el premi internacional Red Dot al millor disseny de producte amb el projecte The tree remembers, una urna funerària de fibra de cartró i cel·lulosa biodegradables, encàrrec de l'empresa Sortem de Taradell, que permet enterrar-la amb les cendres i que, posteriorment, neixi un arbre.

## Productes
- Romeo+Juliet: Conjunt de dues cadires que encaixen l'una dintre l'altre, estalviant espai. Romeo és de fusta natural, Juliet està disponible en diferents colors per a combinar.[6] Finalista als Premis Delta 2012, ADI FAD, Barcelona, Espanya.[7] El seu treball "ROMEO+JULIET", un conjunt de cadires que encaixen formant una de sola, comercialitzat per BeatCollection, va ser finalista als Premis Delta 2012 dels prestigiosos premis de disseny FAD (Barcelona Design Festival), seleccionant-lo com un dels 55 millors productes de l'any.[8][1][9]
- Box: és una carmanyola que permet transportar el menjar de casa, el qual manté l'aspecte i les propietats físiques en el moment d'ingerir-lo. Tot el material necessari compactat en un contenidor que es desmunta en parts. El que la fa diferent és la possibilitat de menjar en un plat i no dins del mateix contenidor amb el qual s'ha transportat l'aliment.[10] Medalla ADI 2009, ADI FAD, Barcelona, Espanya.[11] El seu treball "BOX", una carmanyola, va ser guanyador d'una medalla ADI l'any 2009.[12][13]
- Crossing: Col·lecció de mobiliari infantil, comercialitzada per Monens, que es munta i es desmunta a base d'encaixos, sense la necessitat d'haver d'utilitzar eines, cosa que permet un emmagatzematge pla que no ocupa espai.[14]